# Жилёво (деревня, Московская область)
Жилёво — (также Старое Жилёво) деревня в Ступинском районе Московской области в составе Городского поселения Жилёво (до 2006 года — входила в Новоселковский сельский округ). На 2016 год в Жилёво 1 улица — Чистопрудная. Впервые в исторических документах селение упоминается в 1577 году, как Жилова.

## Население
| 2002 | 2006 | 2010 |
| ---- | ---- | ---- |
| 0    | →0   | →0   |

Жилёво расположено в центральной части района, на реке Березынка, правом притоке реки Каширка, высота центра деревни над уровнем моря — 167 м. Ближайший населённый пункт — Березня — около 0,5 км на запад.